# Sous le vent d'acier
Sous le vent d'acier (titre original : On the Steel Breeze) est un roman de science-fiction, écrit par Alastair Reynolds en 2013. Il s’agit du deuxième roman de la série Les Enfants de Poséidon.

## Résumé
L'action se passe au XXIVe siècle, deux cents ans après les événements du roman La Terre bleue de nos souvenirs. 

## Contexte politique
- Le monde surveillé est dirigé par le Mécanisme et l'Aug. Il protège les humains de tout acte de violence. Les Pourvoyeurs sont des robots de toute sorte, qui effuectuent les travaux et subviennent aux besoins des humains.
- Les Nations unies Aquatiques, rassemblent les humains qui se sont installés dans les océans. La plupart de ces humains, par génie génétique se sont adaptés à la vie aquatique. L'Aug et le Mécanisme ne sont pas présents sur le territoire des Nations unies Aquatiques.
- Les Holovaisseaux sont des vaisseaux générationnels, avec chacun plusieurs millions de personnes, envoyés en caravane, pour coloniser des planêtes situées à plusieurs années de lumière, après des voyages qui vont durer plusieurs centaines d'années. Chaque vaisseau est organisé comme un état indépendant.

Les holovaisseaux ont emporté qu'une partie du carburant qui leur permettront de ralentir en arrivant à leur destination, comptant sur des développements technologiques ultérieurs, leur assurant les gains de motorisation nécessaires pour pouvoir s'arrêter, à défaut, il continueront leur voyage dans l'espace.
- Le Creuset, planète du système de 61 Virginis, abrite un gigantesque artefact extraterrestre appelé le Mandala.
- Les Gardiens sont des artefacts orbitant autour de Creuset.

## Innovation technologiques
Le roman reprend les innovations technologiques développées dans le premier tome de la sérieː
- L'Aug est le système d'échange de données. Les humains y accèdent directement des microprocesseurs directement implantés dans le cerveau. Il suffit de voquer une instruction pour accéder à des bases de données, de communiquer avec une autre personne située dans une zone couverte par l'Aug. Le système est suffisamment développé avec la transmission d'un monde virtuel et de personnalité reconstruite pour permette à l'interlocuteur de se déplacer dans le cadre de son correspondant et de l'interroger, même si le message a été transmis plusieurs dizaines d'années auparavant.
- Les intellarts, ou intelligences artificielles pouvant atteindre et dépasser l'intelligence humaine sont interdits par les Nations-Unies.

## Principaux personnages
Chiku Akinya, fille de Sunday Akinya, a décidé, à l'âge de cinquante ans, de se faire tripliquer en trois clônes pour suivre trois destins différents. 
- Chiku rouge est partie seule dans un vaisseau spatial  la recherche d'une copie de sa grand-mère, Eunice Akinya, qui dérive dans l'espace lointain.
- Chiku verte, s'est embarqué sur un holovaisseau, le Zanzibar en direction de Creuset. Le voyage doit durer plus de cent cinquante ans.
- Chiku jaune, est restée sur terre, elle vit à Lisbonne.

## Autres personnages
- Eunice Akinya, la fondatrice africaine de Akinya Space, à l'origine du développement spatial de l'humanité, est toujours présente sous la forme d'intellart reconstituant sa personnalité.
- Sunday Akinya s'est retirée du monde et s'est volontairement immergée dans le monde des mathématiques post-Chibesa,  à le recherche de développements qui pourront fournir la technologie permettant de ralentir les holovaisseaux. Elle vit toujours avec Jitendra.
- Arachne est une intellart créée pour piloter le télescope qui a découvert Creuset. Arachne s'est ensuite développée de façon clandestine dans le Méca, donnant de fausses informations aux humains et poursuivant ses propres objectifs.
- Tavertine est une scientifique androgyne sur le Zanzibar, alle recherche des technologies de ralentissement, mais une explosion qui a détruit un autre holovaisseau, le Pemba, ont rendu illégales ses recherches.
- Kanu est le fils de Chiku jaune, il a rejoint les Nations unies Aquatiques et n'a plus de contact avec sa mère.
- Noah est le conjoint de Chiku verte sur le Zanzibar, ils ont deux enfants Ndege et Mposi.
- Lin Wei est une scientifique d'origine chinoise à l'origine du télescope qui a détecté Creuset. Ce sont Lin Wei et Eunice Akinya qui ont créé Arachne, elles sont les seules personnes au courant de son existence. C'est pour se protéger d'Arachne, qu'Eunice s'est toujours isolée du monde et que Lin Wei s'est transformée en Arethusa, aquatique ayant l'aspect et la taille d'une baleine.
- Mecufi est un aquatique, servant d'intermédiaire pour contacter et accompagner Chiku jaune.
- June Wing, ancienne amie de Sunday Akinya et de Jitendra, elle travaillait pour les Panspermiques avec le soutien des Nations unies Aquatiques
- Dakota, est un Tantor, éléphante intelligente embarquée clandestinement par Eunice à bord du Zanzibar.